# Betsy Youngman
Elizabeth Frazier „Betsy“ Youngman (* 4. August 1959 in Cleveland) ist eine ehemalige US-amerikanische Skilangläuferin.
Youngman belegte bei den Olympischen Winterspielen 1988 in Calgary den 47. Platz über 5 km klassisch und den 42. Rang über 20 km Freistil und siegte im folgenden Jahr beim American Birkebeiner. Im Jahr 1991 wurde sie erste Siegerin beim Kangaroo Hoppet und lief bei den Nordischen Skiweltmeisterschaften im Val di Fiemme auf den 43. Platz über 30 km Freistil, auf den 42. Rang über 10 km Freistil und auf den 12. Platz mit der Staffel. Bei den Olympischen Winterspielen 1992 in Albertville errang sie den 43. Platz über 30 km Freistil und zusammen mit Nancy Fiddler, Ingrid Butts und Leslie Thompson den 13. Platz in der Staffel.